# Vest Trans Rail

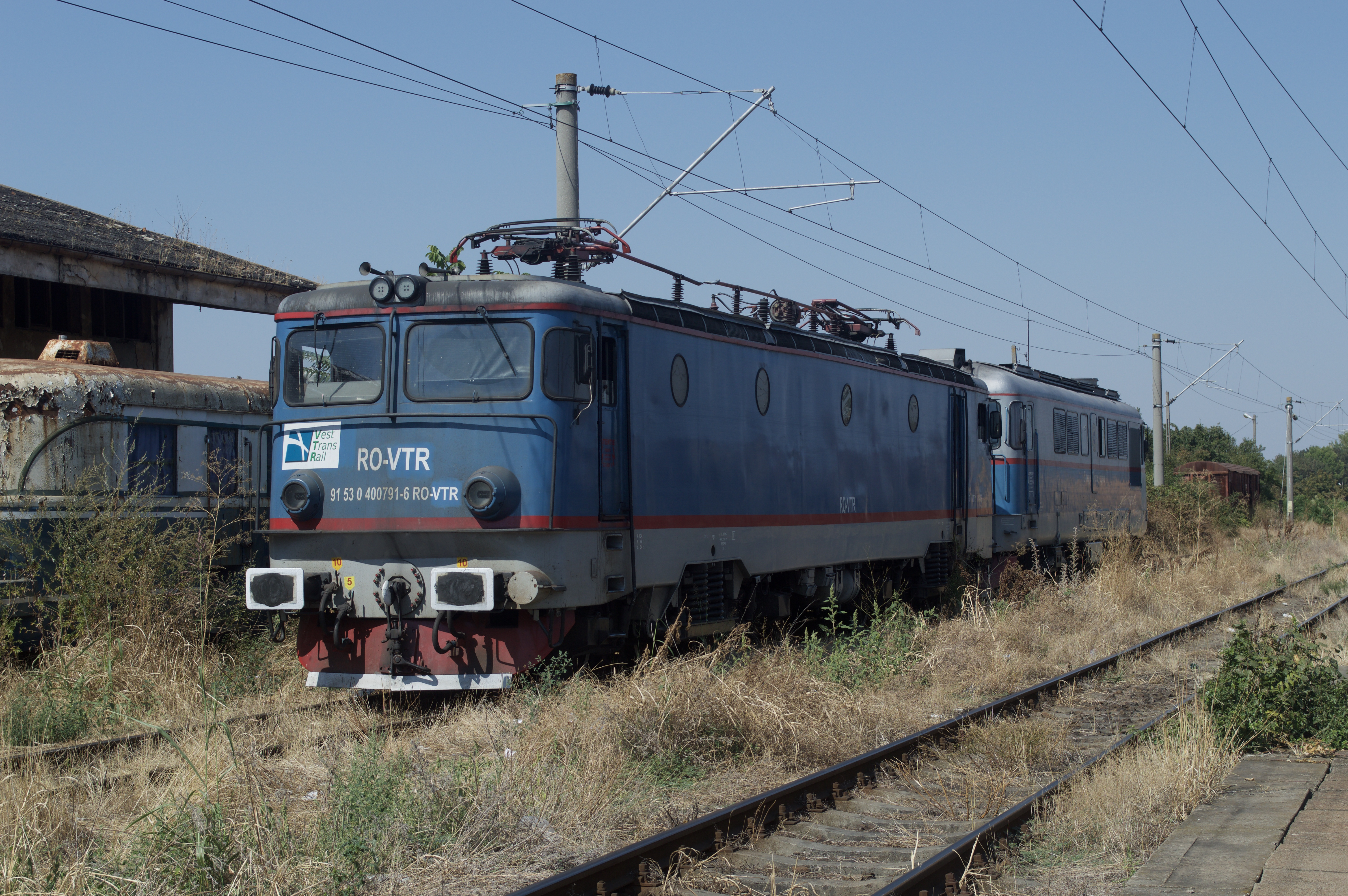
Die Lok 91 53 0 400791-6 RO-VTR

Die Vest Trans Rail Srl. ist ein rumänisches Eisenbahnunternehmen mit Sitz in Ploiești.
Das Unternehmen bietet seit der Gründung 2010 Schienengüterverkehrsdienstleistungen an. 80 % der Transporte sind inländisch und 20 % Transporte international. Im Jahr 2021 verzeichnete Vest Trans Rail einen Umsatz von mehr als 85 Millionen Lei. Vest Trans Rail hat 150 Mitarbeiter.
Der Fuhrpark besteht aus ungefähr 900 Güterwagen und 30 Lokomotiven der Baureihen LE-MA 6000, LE 5100, LE 3400, LDE 2100 CP und LDH 1250 CP. Die Fahrzeughalterkennzeichnung ist ROVTR.
Vest betreibt eine 2,7 km lange Industriebahn von Ploieşti-Vest nach Ploieşti-Crâng.
Vest Trans Rail ist ein Unternehmen im Eigentum der bulgarischen Bulmarket.